# Jan Prouza
Jan Prouza (* 1984) je český politolog, afrikanista, vysokoškolský pedagog a od roku 2019 děkan Filozofické fakulty Univerzity Hradec Králové.

## Životopis

### Mládí a studia
Jan Prouza se narodil roku 1984. Studoval politologii na Fakultě humanitních studií UHK (dnes Filozofická fakulta), kde roku 2007 získal titul Bc. obhajobou bakalářské práce na téma Výběr kandidátů pro volby do Poslanecké sněmovny 2006 v hlavních politických stranách. Poté vystudoval navazující magisterský obor Politologie – Africká studia na Filozofické fakultě Univerzity Hradec Králové, který zakončil roku 2009 obhajobou práce Politické stranictví v Ghaně. Poté vystudoval doktorský program Mezinárodní vztahy a evropská studia na Metropolitní univerzitě Praha.

### Na akademické půdě
Od roku 2009 pracuje jako odborný asistent na Katedře politologie FF UHK a v letech 2012 až 2018 tutéž katedru vedl. Od roku 2010 do roku 2018 působil též jako odborný asistent na Metropolitní univerzitě Praha. V komunálních volbách 2014 kandidoval jako nestraník za uskupení Mladé Meziříčí do zastupitelstva obce České Meziříčí, avšak neuspěl. V říjnu 2018 se stal proděkanem pro zahraniční a vnější vztahy FF UHK.
Po odstoupení děkanky Filozofické fakulty Pavlíny Springerové roku 2019 byl akademickým senátem zvolen děkanem právě Jan Prouza. Za jeho působení začala rekonstrukce budovy Filozofické fakulty na Náměstí svobody a celá fakulta byla přestěhována do budovy E v ulici Víta Nejedlého. V roce 2023 byl akademickým senátem FF UHK znovuzvolen do funkce děkana.
V komunálních volbách 2022 kandidoval na 9. místě kandidátky Mladé Meziříčí do zastupitelstva obce České Meziříčí, avšak neuspěl a stal se druhým náhradníkem.

## Dílo
Jan Prouza se zaměřuje na region západní Afriky, africké konflikty a africké politické systémy.